# Soil Moisture Active Passive

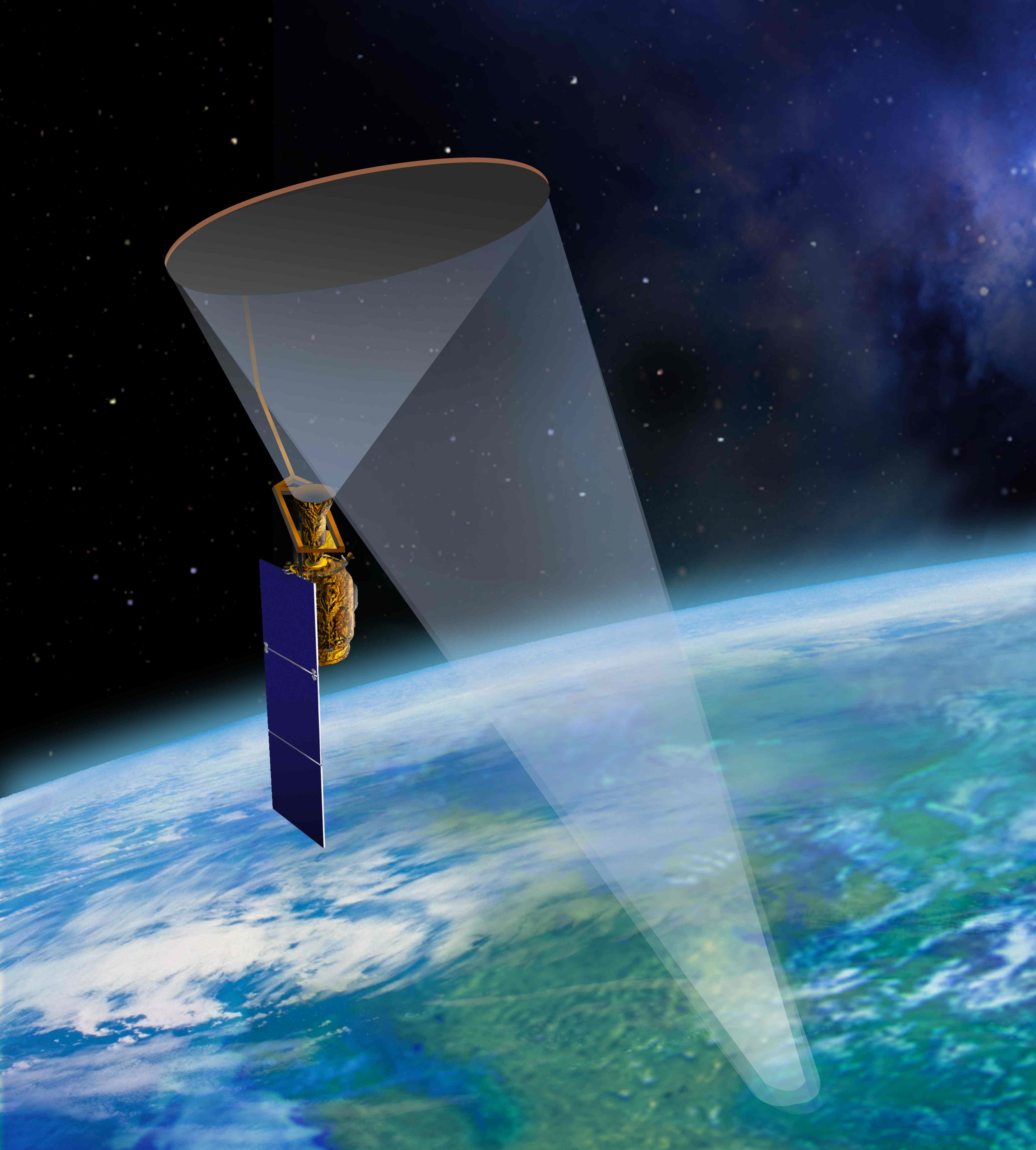
Concepção artística do satélite SMAP.

Soil Moisture Active Passive (SMAP) é a denominação de uma satélite de pesquisas ambientais desenvolvido para a NASA, eventualmente chamado de Hydros. Ele é parte do primeiro conjunto de missões recomendadas pelo Earth Science Decadal Survey, e está previsto para ser lançado em Janeiro de 2015, como parte do Sistema de Observação da Terra. Ele é um dos primeiros satélites desenvolvido em resposta ao levantamento decenal do United States National Research Council.

## Missão
O objetivo da missão SMAP, é disponibilizar um mapeamento global de humidade, congelamento e descongelamento do solo em cobertura, precisão e resolução sem precedentes, obtendo medições do estado da hidrosfera baseadas no espaço por um período de três anos.